# Trafelberg
Der Trafelberg ist ein 1146 m ü. A. hoher Berg in den Gutensteiner Alpen in Niederösterreich.
Er befindet sich südlich des Myrabaches, ist stark bewaldet und verfügt über zwei etwa gleich hohe Gipfel. Obwohl der Berg über Forstwege gut erschlossen ist, wird er von Wanderern kaum begangen.
Am Trafelberg befindet sich das Conrad-Observatorium, eine geophysikalische Forschungseinrichtung der Zentralanstalt für Meteorologie und Geodynamik.